# Cavendishia colombiana
Cavendishia colombiana är en ljungväxtart som beskrevs av J.L. Luteyn. Cavendishia colombiana ingår i släktet Cavendishia och familjen ljungväxter. Inga underarter finns listade i Catalogue of Life.